# 莫羅濟夫卡 (扎波羅熱區)
48°6′48″N 34°52′33″E / 48.11333°N 34.87583°E
莫羅濟夫卡（烏克蘭語：Морозівка）是位於烏克蘭東南部的村莊，由扎波羅熱州扎波羅熱区的希羅凱市鎮負責管轄。該村分別距離希羅凱1公里和米科萊-波萊3公里，始建於1870年，面積6.1平方公里，海拔高度119米，2001年人口176。